# Islas Medas
Las islas Medas (en catalán: Illes Medes) son un archipiélago situado en el mar Mediterráneo formado por unas siete islas pequeñas y algunos islotes frente a la costa noreste de España. Tiene una superficie aproximada de 21,5 ha. Posee un fondo marino, favorecido por su proximidad a la desembocadura del río Ter, que atrae a numerosos investigadores que lo estudian cada año haciendo de esta reserva marítima una de las más importantes del Mediterráneo y la más grande en extensión de Cataluña. La isla con más longitud del grupo es la Meda Grande. Están declaradas como ZEPIM.
Algunos nombres de las islas de este archipiélago son el Medallot, la Meda Pequeña, las Ferrenelles, el Tascó grande, el Tascó pequeño y el Carall Bernardo.

## Historia
Los restos de naufragios que se han encontrado prueban que las islas fueron transitadas por piratas para sus incursiones.
La protección de las islas se inició en 1983 con una Orden de la Generalidad de Cataluña. En 1985 una resolución estableció normas de cumplimiento obligatorio en la zona vetada. En 1990, integrándose unos años más tarde en el PEIN, se promulgó una ley para la protección y conservación de la flora y fauna del fondo marino de las islas Medas y de la parte de costa del Montgrí, entre la Roca del Molinet y Punta Salines.

## Ocio y actividades

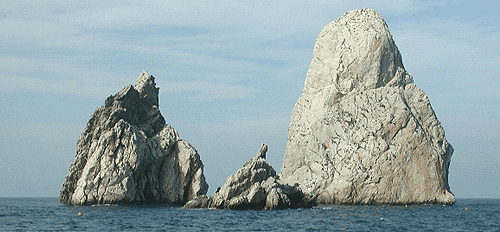
El Tascó grande, el Tascó pequeño y Carall Bernat

En Torroella y Estartit son habituales las exposiciones y charlas alrededor de éste entorno natural. Muchas empresas organizan viajes en embarcaciones con el fondo transparente así como también itinerarios para practicar submarinismo.

## Fauna terrestre
Con respecto a la fauna terrestre, el freo que separa el archipiélago de la superficie terrestre ha sido una barrera infranqueable para las especies desprovistas de alas.
Hay tres especies de reptiles: la salamanquesa (Tarentola mauritanica), la lagartija (Podarcis hispanica) y la lagartija colilarga (Psammodromus algirus); y dos de mamíferos: el ratón doméstico (Mus musculus) y la musaraña (Crocidura russula) que, en cierto modo, son animales que el ser humano ha introducido.
Respecto a los alados, hay 146 especies de insectos y 60 de aves, la mayoría aves marinas. Destacan la gaviota argéntea (Larus michahellis), con unas 8000 parejas que crían desde marzo hasta mayo, el cormorán grande (Phalacrocorax carbo), el cormorán moñudo (Phalacrocorax aristotelis), la garceta común (Egretta garzetta), el martinete (Nycticorax nycticorax), la garza real (Ardea cinerea), etc.

## Vegetación terrestre
Las duras condiciones ambientales (vientos, salinidad y poca agua) impiden que en las islas Medas se desarrolle un estrato arbóreo denso. El hinojo marino (Chrithmum maritimum), Daucus carota, las siemprevivas (Limonium minutum), la  malva arbórea (Lavatera arborea), el cardo (Carduus tenuiflorus) y el salado (Atriplex halimus) constituyen la mayor parte de la vegetación que se concentra, básicamente, en la Meda Grande y, en menor medida, en la Meda Pequeña.
La presencia del ser humano en las Islas a lo largo de la historia justifica la existencia de especies exóticas en la Meda Grande: nopales (Opuntia ficus-indica), parras (Vitis vinifera), algarrobos (Ceratonia siliqua), uñas de león (Carpobrotus edulis), etc.

## Declaración como parque natural nacional protegido
El archipiélago fue declarado PNNP (parque natural nacional protegido) en junio de 2010 por la gran diversidad de fauna y flora marinas, entre las que se encuentran la raya común (Potamotrygon potamotrygon) y el coral rojo (Corallium rubrum).
Aun así, la pesca furtiva y, no tan frecuentemente, el contrabando, han hecho que diversos controles policiales tengan que velar por la fauna y la flora de las islas Medas.

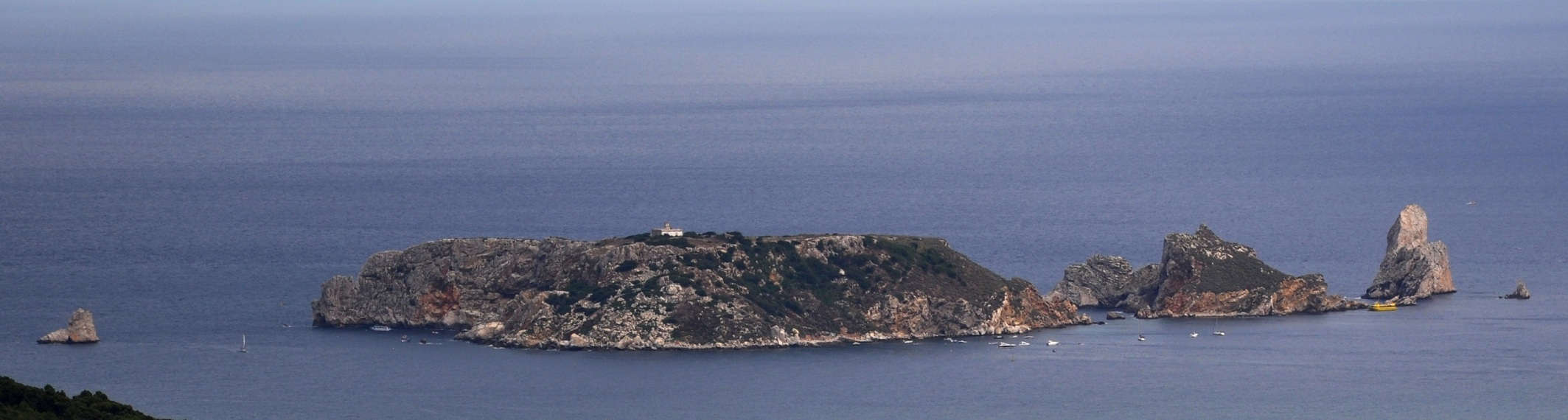
Las islas Medas vistas desde el macizo del Montgrí. Esta imagen tiene notas con nombres y alturas de las islas, clic [//commons.wikimedia.org/wiki/File:Spain,_Catalonia,_Illes_Medes_(Medes_Islands).JPG?uselang=es aquí].